# Svarttjärnen (Backa)
Svarttjärnen, mer känd som Svarttjärn, är en sjö i Backa, Hedemora kommun i Dalarna och ingår i Dalälvens huvudavrinningsområde. Vid sjön finns en kommunal badplats.